# 唐棣华
唐棣华（1918年—2000年3月22日），女，湖北武汉人，第五届全国政协委员、第六届全国政协委员。

## 生平
1935年考入青岛的国立山东大学化学系。1937年2月加入了青岛中华民族解放先锋队山东大学支部。
抗日战争爆发后，响应北方局提出的知识分子要“脱掉长衫，参加游击队”的号召，在敌后发动独立自主的抗日游击战争。在青岛市区和崂山一带展开了团结东北军于学忠第五十一军抗日的宣传工作，组织歌咏队和剧团，李风担任歌咏队指挥。1937年11月青岛沦陷前夕，中共第五十一军工委在高密组建了抗日游击四中队，邹鲁风担任游击队政治部副主任，李风等女同学被分配在政治部任民运宣传员。1937年12月在山东诸城南山由山东大学地下党员吴綪介绍加入中国共产党。1938年2月，蔡晋康部发动反共行动，四中队一百多名队员在伍志钢的率领下转移至徐州后，根据中共长江局指示，邹鲁风、吴綪、唐棣华、李风等20余人到沈鸿烈任主席的山东省政府所在地曹县开展统战工作，组成了“山东省政府第一巡回宣传队”。随后，沈鸿烈又任命宣传队员周持衡为东平县长，邹鲁风为海军陆战队政委，吴綪为儿童剧团团长，唐棣华、李风、张琳为教导团政治教员。后在抗战宣传中政治色彩暴露，山东分局书记郭洪涛决定在不影响当时的统战关系下，该宣传队分批前往邳(县)睢(宁)铜(山)的八路军陇海游击支队先遣第一梯队（梯队长兼苏皖特委组织部长、代理书记李浩然），由苏皖特委安排工作。1939年秋起，任苏皖区党委秘书。1940年5月苏皖区二地委和三地委合并为淮海地委，杨纯为地委书记，冯国柱为组织部长，李风为宣传部长，杨汉章为组织部副部长兼社会部长，唐棣华为民运部长。地委机关驻淮涟东沟，公开名义是八路军东沟办事处。杨、李、唐都是抗日救亡的女大学生出身。后兼任阜宁县委书记。1941年与黄克诚结婚。
抗战胜利后，任张家口市企业党委委员，齐齐哈尔市市委宣传部部长，沈阳军需企业党委委员，天津市军管会文教部教育处副处长。
中华人民共和国成立后，任湖南省妇联副主席、湖南省工业厅秘书主任、湖南省工业党校校长，政务院重工业部化工局化工设计院院长，中央化工部设计司司长。1957年任中国科学院文学研究所副所长。1979年调任中国社会科学院近代史研究所副所长。1982年退居二线，1986年离职休养。
第五届全国政协委员、第六届全国政协委员。